# Walang Tulugan with the Master Showman
Walang Tulugan with the Master Showman es una serie de televisión filipina transmitida por GMA Network desde el 1997. Está protagonizada por German Moreno, Jackie Lou Blanco, John Nite, Shermaine Santiago, y Shirley Fuentes.

## Historia

### Desde vivo en cinta
Master Showman originalmente se transmitió en vivo a partir de los estudios de GMA Broadway en Aurora Blvd. en Quezon City, Filipinas. tiempo a transmitirse varía de 23:05 a la mayor brevedad a las 1:05 a más tardar el sábado por la noche va a domingo por la mañana. Tiempo de duración era por lo general de dos a tres horas, dependiendo de la disponibilidad de los invitados de renombre. Cuando el programa se trasladó a su actual hogar en el Centro de GMA Network, tenía que acabar con la emisión en directo y en su lugar presentó episodios grabados. La grabación se produce por lo general cada dos viernes, disparando dos episodios 5 p. m.-02 a. m., dependiendo del número de invitados. Los episodios grabados ahora se ejecutan de una hora y media a dos horas, que no sobrepase el 3 de la mañana.

### El cambio de marca de la serie
2005, Walang Tulugan fue incorporado en el título del programa. La iniciativa fue bien acogida ya que a través de los años, el Master Showman ha sido siempre identificada por el público como el "show na walang tulugan" (el espectáculo que no duerme). El nuevo título oficial del programa, Walang Tulugan with the Master Showman sonado más perra que su título anterior de acuerdo con algunos expertos del mundo del espectáculo.

## Elenco

### Elenco principal
- German Moreno

### Elenco secundario
- Jackie Lou Blanco
- John Nite
- Shermaine Santiago
- Shirley Fuentes
- Shalala
- Jake Vargas[1]
- Hiro Peralta
- Jack Roberto
- Ken Chan
- Eian Rances
- Teejay Marquez
- Vince Gamad
- Rhen Escañio

### Estrellas adolescentes de los artistas intérpretes
- Hideaki Torio
- Arkin del Rosario
- Jimbert Kiyomi
- John Pol
- Buildex
- Earl Gatdula
- Vince Camua
- Arvic Tan
- Jacob Danan
- Sharmaine Santos
- Yna Uy
- Prince Villanueva
- Mico Aytona
- Marlo Mortel
- Renz Valerio
- Sanya Lopez
- Robert "Buboy" Villar
- Gabbi Garcia
- Mia Lopez
- Adrian Lindayag
- Michael Pangilinan
- Kyle Barles
- Shy Carlos
- Renato Ramos, Jr.
- Jonjie Iglas
- Emil Paden
- Prinz de Belen
- Mark Per Paden
- Krissie Martinez
- Sam Abriza
- Khate Lapus